# K11 (Hochhaus)

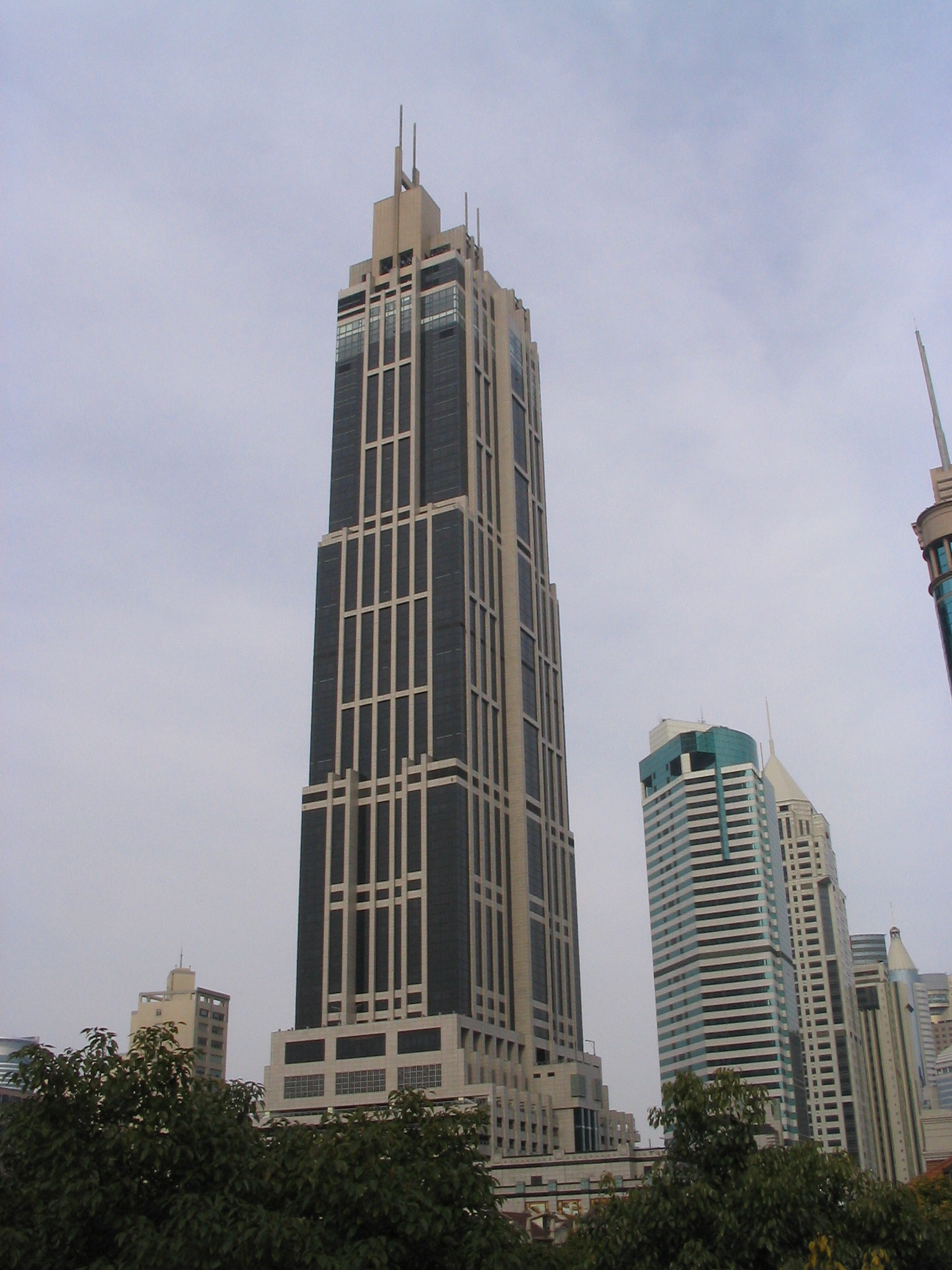
Hong Kong New World Tower

K11 (bis 2013 unter den Namen Hong Kong New World Tower) ist ein Wolkenkratzer mit 61 Stockwerken in Shanghai, Volksrepublik China.
Das 278 Meter hohe Gebäude im Distrikt Luwan in der Nähe des Huaihai Parks wurde im Jahr 2002 fertiggestellt. Es wurde von den Architekten Bregman and Hamann geplant.